# Anthony Roll

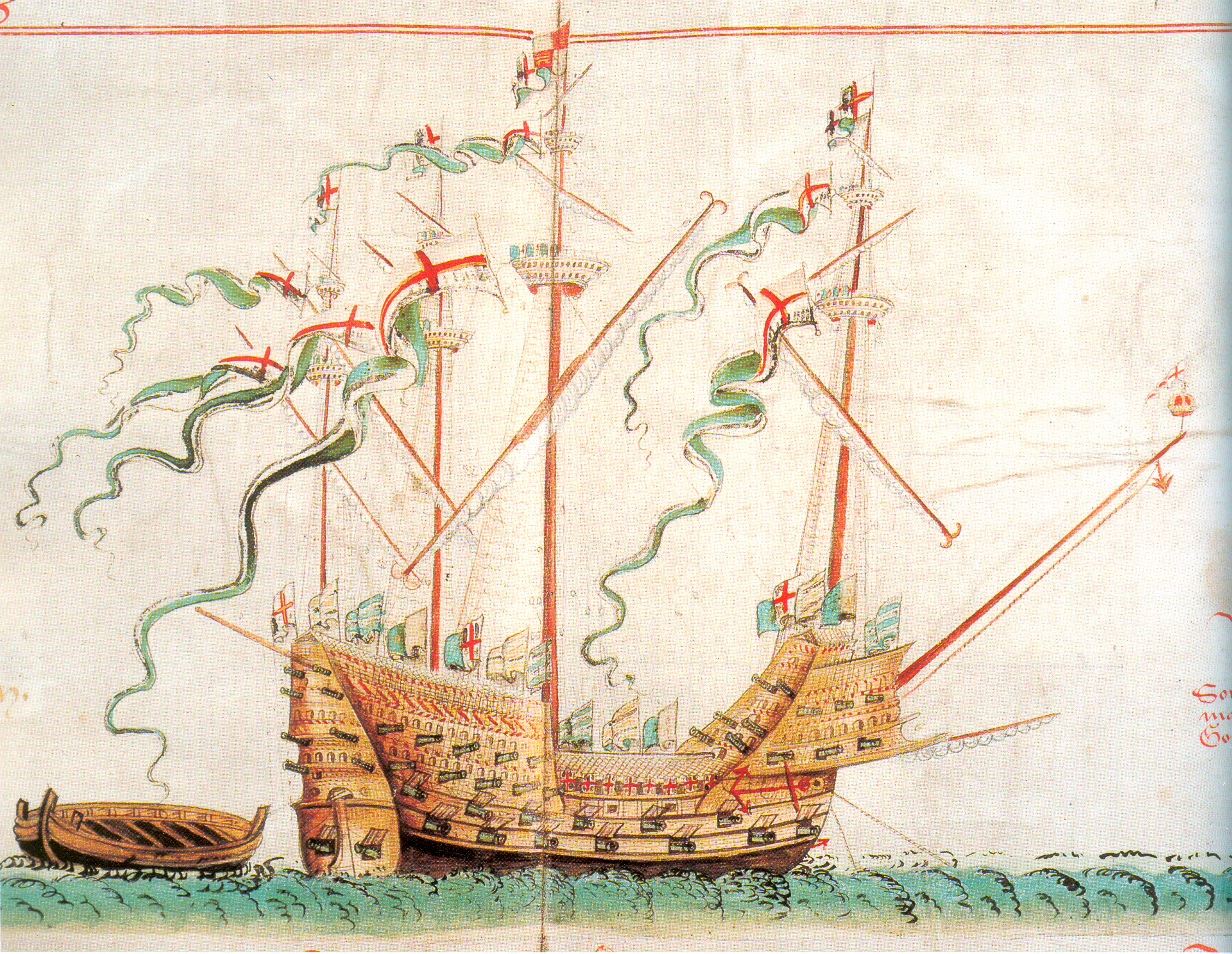
La primera ilustración de la primera tirada del Anthony Roll, que representa el Henry Grace à Dieu, el barco más grande de la marina inglesa durante el reinado del rey Enrique VIII de Inglaterra.

El Rollo de Anthony o Anthony Roll es un registro en papel de los barcos de la marina de la dinastía Tudor inglesa de la década de 1540, llamado así por su creador, Anthony Anthony. Originalmente consistía en tres rollos de pergamino, que representaban 58 buques de guerra junto con información sobre su tamaño, tripulación, armamento y equipo básico. Los rollos fueron presentados al rey Enrique VIII de Inglaterra en 1546, y se guardaron en la biblioteca real. En 1680 el rey Carlos II de Inglaterra regaló dos de los rollos a Samuel Pepys, quien los hizo cortar y encuadernar como un libro de un único volumen, que ahora se encuentra en la Biblioteca Pepys en el Magdalene College (Cambridge). El tercer rollo permaneció en la colección real hasta que fue entregado por el rey Guillermo IV del Reino Unido a su hija María FitzClarence, quien lo vendió al Museo Británico en 1858; ahora es propiedad de la British Library.
El Anthony Roll es el único inventario conocido completamente ilustrado de barcos de la marina inglesa en el período Tudor. Como obra de un exitoso funcionario estatal de la Inglaterra del siglo XVI, el valor artístico del rollo de Anthony se ha descrito como caracterizado por «un ingenuo dibujo y la conformidad con un patrón», aunque sus aspectos artísticos muestran «un decente dominio amateur de la forma y el color». A pesar de que los inventarios enumerados en su texto han demostrado ser muy exactos, la mayoría de las ilustraciones de barcos son rudimentarias y están hechas según una fórmula establecida. Por lo tanto, el nivel de detalle del diseño del barco, el armamento y especialmente la jarcia ha demostrado ser únicamente aproximado. No obstante, gracias a su representación de la ornamentación ceremonial, las ilustraciones del rollo han proporcionado información secundaria pertinente para el estudio de la heráldica, las banderas y la ornamentación de los barcos del período Tudor.
Las únicas representaciones contemporáneas conocidas de prominentes embarcaciones de la era Tudor como el Henry Grace à Dieu y el Mary Rose están contenidas en el Anthony Roll. Como el Mary Rose se hundió por accidente en 1545 y fue rescatado con éxito en 1982, la comparación entre la información del rollo y la evidencia física del Mary Rose ha proporcionado nuevos conocimientos en el estudio de la historia naval del período.

## Autor y artista
Anthony Anthony ha sido identificado como el compilador de la información y el artista detrás de las ilustraciones a través de su firma, que ha sido comparada con las cartas holográficas entre los Documentos del Estado. El padre de Anthony fue William Anthony (muerto en 1535) un flamenco de Middelburg en la provincia de Zelanda que emigró a Inglaterra en 1503. William era un proveedor de cerveza para el ejército, y Anthony siguió los pasos de su padre. Se dedicó a la exportación de cerveza a más tardar en 1530 y se convirtió en proveedor de cerveza de la marina. En 1533 Anthony fue nombrado artillero de la Torre de Londres, un puesto que mantuvo nominalmente hasta su muerte. Ascendió al rango de supervisor de la Oficina de Artillería, el cuerpo gubernamental responsable de suministrar artillería a las fuerzas armadas, y fue en esta posición donde compiló su lista. En 1549 fue ascendido a maestro agrimensor de la artillería en la Torre, Calais, Boulogne-sur-Mer y otros lugares de por vida. Continuó el trabajo de suministrar armas a las fuerzas inglesas, y estuvo activo en el último mes de su vida suministrando armas para una expedición contra Le Havre.
En 1939 el historiador holandés Nicholas Beets propuso que el artista y cartógrafo flamenco Cornelis Anthonisz (c. 1507-1553) podría haber sido el hermano de Anthony Anthony. Aunque la sugerencia de parentesco de Beets era conjetural y sin ninguna evidencia directa, fue recogida por Geoffrey Callender en el The Mariner's Mirror en 1963 y ha sido retransmitida por varios otros autores. El testamento de William Anthony no mencionaba ningún otro hijo y se cree que Anthonisz era el hijo de Antonis Egbertson, hija de Jacob Cornelisz. van Oostsanen. Que Cornelis y Anthony estuvieran relacionados es, en palabras de Ann Payne, «no, presumiblemente, imposible, pero hay poca evidencia de que estuvieran conectados en nada».

## Historia del manuscrito

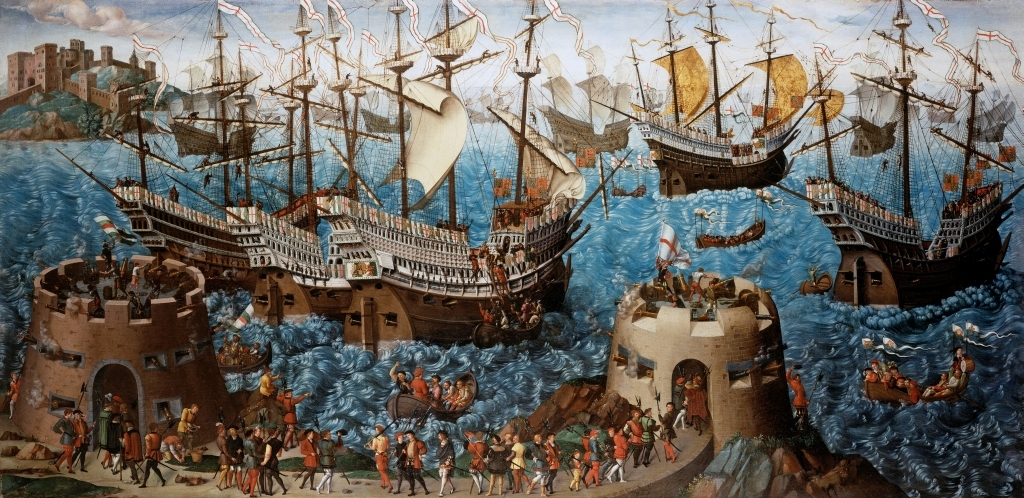
The Embarkation of Henry VIII at Dover, una pintura contemporánea que, al igual que el Anthony Roll, estaba destinada a servir como una muestra de la autoridad real Tudor y el poderío militar.

El «retrato de barco» tenía una larga historia en el arte marítimo, desde los sellos y monedas medievales hasta los primeros grabados del siglo XV, y la vista lateral lisa de un barco a vela, a menudo sin mostrar la tripulación, estaba bien establecida como la forma más eficaz de registrar la construcción de los barcos. El Anthony Roll pertenece a un género de obras que pretendía servir un doble papel para el rey y el liderazgo militar: como panorámicas razonablemente informativas que enumeran detalles de los barcos o áreas estratégicas de las costas podían ser estudiadas para determinar las fortalezas y debilidades, y como representaciones jactanciosas y animadas del poderío militar de los Tudor podían ser utilizadas para halagar al rey, impresionar a los cortesanos e imponer la autoridad marcial a los embajadores extranjeros. Los mapas contemporáneos, eran decorados rutinariamente con imágenes detalladas de los barcos, tanto para marcar las masas de agua como para animar las escenas. Tales mapas eran comunes en esa época, e incluso eran embellecidos por los artistas si se consideraban demasiado simples o monótonos. La marina se amplió durante el reinado de Enrique VIII, y se sabía que él se interesaba por los barcos de guerra, como puede verse en la pintura épica Embarco de Enrique VIII en Dover que retrataba, aunque de forma poco realista, los barcos que llevaron al rey de 29 años a la reunión cumbre con Francisco I de Francia en el Campo de la tela de oro en 1520. Esta pintura, recientemente fechada alrededor de 1545, también ha sido sugerida como una probable fuente de inspiración para Anthony para sus ilustraciones.
Hay tres de estos planos que representan acciones y expediciones navales atribuidas a Anthony: la ruta de Ana de Cléveris desde los Países Bajos a Inglaterra (1539), un ataque francés a un fuerte costero —fecha desconocida— y una incursión francesa en Brighton (julio de 1545). El diseño de los barcos en estas pinturas, especialmente el de la incursión de Brighton, coincide con los de los rollos. No se sabe exactamente cuándo comenzó el trabajo en los rollos ni cuándo se terminó. Únicamente es seguro que fue presentado al rey el año en que fue fechado, 1546. La inclusión del Mary Rose que se hundió en la Batalla del Solent el 19 de julio de 1545 no significa que se haya iniciado necesariamente antes de esta fecha, ya que todavía se consideraba posible que pudiera ser levantado incluso en 1549. Las galeazas, la Antelope, la Hart, la Bull y la Tiger, todas presentes en el segundo rollo, se seguían construyendo alrededor de marzo de 1546, y la Hart no estuvo en el mar hasta octubre de ese año. Al mismo tiempo, la Galera Blanchard, capturada a los franceses el 18 de mayo de 1546 no está incluida.

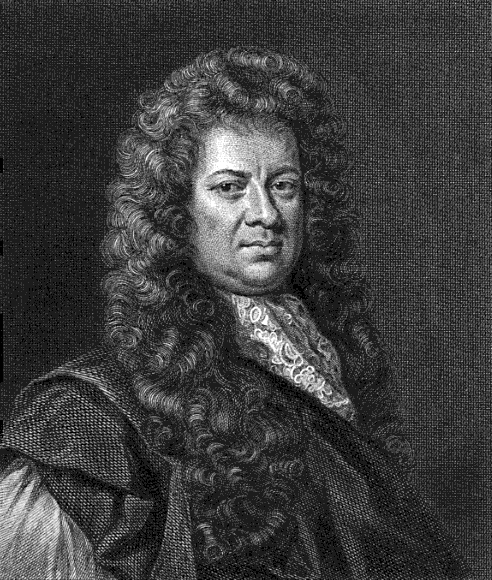
Samuel Pepys en 1689. Pepys, el dueño de dos de los rollos, los hizo cortar y encuadernar en un único volumen.

Después de que los rollos fueron presentados al rey, fueron archivados en las colecciones reales. En 1680, Carlos II de Inglaterra le dio dos de los rollos a Samuel Pepys, un administrador de la marina y ávido coleccionista de libros. Pepys no reveló los detalles de cómo le fueron dados los rollos, pero se cree que el regalo surgió de una reunión con el rey Carlos donde Pepys anotó el relato del rey de cómo escapó de la Batalla de Worcester (1651). El plan era que Pepys editara y publicara la ya famosa historia, pero nunca lo hizo. También se sabe que Pepys planeaba escribir una historia de la marina y que estaba reuniendo material para esta tarea, pero este proyecto tampoco se terminó. Se considera probable que el rey Carlos estuviera al tanto de los planes de Pepys y le regaló dos de los rollos como regalo o como pago por la intención de publicar la historia de la fuga. El segundo rollo no pudo ser localizado en ese momento, y no fue hasta 1690 que fue descubierto por Enrique Thynne, guardián de la biblioteca real 1677-1689 y amigo cercano de Pepys. Thynne hizo arreglos para que Pepys hiciera copias de algunas de las ilustraciones, pero para 1690 Carlos estaba muerto y Jaime II estaba en el exilio. Pepys había renunciado a su cargo de Secretario del Almirantazgo ese mismo año y se negó a reconocer el reinado de Guillermo III de Inglaterra y María II de Inglaterra, lo que significaba que la adquisición del último rollo de su colección estaba fuera de discusión. Por lo tanto, se supone que la creación del códice del primer y tercer rollo se completó poco después de ese momento. Después de la muerte de Pepys en 1703 su biblioteca pasó a su sobrino John Jackson y después de la muerte de Jackson en 1724, la biblioteca, junto con el códice, pasó al antiguo colegio de Pepys en el Magdalene College (Cambridge) , donde permanece hasta hoy (2020).
Se presume que el segundo rollo se perdió en la década de 1780, pero en realidad permaneció en manos de la familia real. Guillermo IV del Reino Unido se lo dio a su hija ilegítima, Lady Mary Fox, (Mary FitzClarance), a principios del siglo XIX. En 1824, FitzClarance se casó con Charles Robert Fox, un general de división y desde 1832-1835 un oficial del agrimensor de la artillería, la misma posición que Anthony Anthony tuvo tres siglos antes que él. Fox era un bibliófilo, y el historiador Carlos Knighton ha sugerido que conocía el valor del rollo, pero su ubicación, sin embargo, seguía siendo desconocida para los estudiosos. En 1857 a Frederic Madden, guardián de los manuscritos del Museo Británico, se le mostró el segundo rollo y se enteró de que Mary Fox deseaba venderlo. Después de negociaciones fue vendido por 15 libras al Museo Británico y fue numerado Add MS 22047. Se mantuvo en su formato original como un rollo y se ha almacenado en la colección de manuscritos de la British Library en St. Pancras, Londres, desde 1999.
El Anthony Roll ha sido usado frecuentemente como fuente primaria para historias de la marina inglesa del siglo XVI, pero el texto completo y todas las ilustraciones no se recogieron en un volumen hasta el 2000.

## Descripción

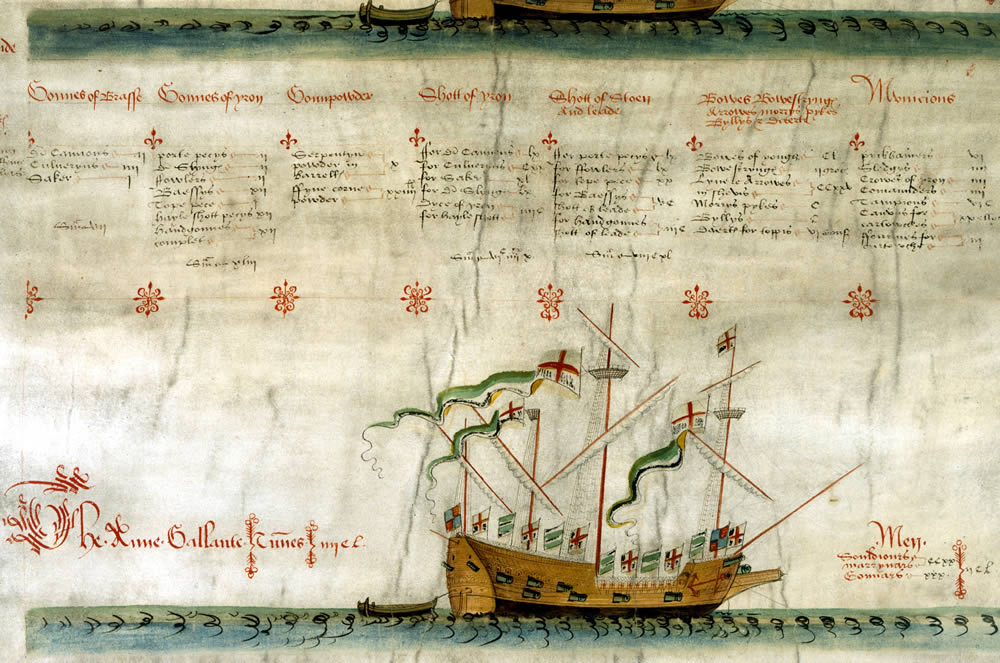
Una vista del segundo rollo de Anthony, mostrando el diseño utilizado en todo el documento. La información de cada buque se muestra en columnas directamente debajo de su ilustración, aquí con el texto de la Grand Mistress (visto parcialmente por encima del texto) y una vista completa de la ilustración de la galera Anne Gallant.

El Anthony Roll era originalmente un conjunto de tres rollos separados de vitela. Existe hoy en día en forma de un volumen encuadernado que contiene el primer y tercer rollo, mientras que el segundo rollo se conserva en su forma original. Los tres rollos originales estaban compuestos por un total de 17 membranas individuales pegadas al dorso de la siguiente membrana. Las membranas tenían un ancho de 70 cm y una altura que variaba de 79 a 96 cm.  Después de recibir el primer y tercer rollo, Pepys hizo que sus empleados cortaran los rollos y los encuadernaran en un único volumen como un libro, ahora conocido como Pepys 2991. La transformación de los dos rollos creó una estructura de páginas horizontales, y parte de la ornamentación que fue cortada en el proceso fue copiada en el volumen a mano. Pepys también insertó resúmenes entre los dos rollos y una tabla de resumen que no era de Anthony, sino que era anterior a la encuadernación de Pepys de los rollos. Este tratamiento radical del documento original ha dañado algunas de las ilustraciones y hoy en día es obsoleto. Las tres primeras ilustraciones del Henry Grace à Dieu, Mary Rose y Peter Pomegranate eran demasiado grandes para caber en una página y por lo tanto fueron convertidas en tiradas de dos páginas. La curva resultante en el centro de las ilustraciones llevó a una notable pérdida de detalles. A pesar de esto, no hay planos para intentar una recreación de la estructura original del primer y tercer rollo. El segundo rollo, British Library Add MS 22047, sigue en su estado original, con la excepción de un endoso escrito de Mary Fox de 1857 y algunos daños causados por una aplicación de productos químicos para revelar la escritura descolorida.
Los tres rollos enumeran 58 naves divididas en clases basadas aproximadamente en el tamaño y la construcción. Cada barco se presenta junto con su nombre, tonelaje, y, en palabras del propio Anthony, «la ordenaunce, artillería, municiones y habillimentes para la guerra». La primera tirada enumera los carrack y un pináculo, comenzando con el mayor barco Henry Grace à Dieu. La segunda tirada lista las galeazas, un híbrido de buques de remos y de vela, y una galera. Finalmente, el tercer rollo está reservado para pinazas y «barcazas de remos», ambas versiones básicamente más pequeñas que las galeras.

## Análisis artístico

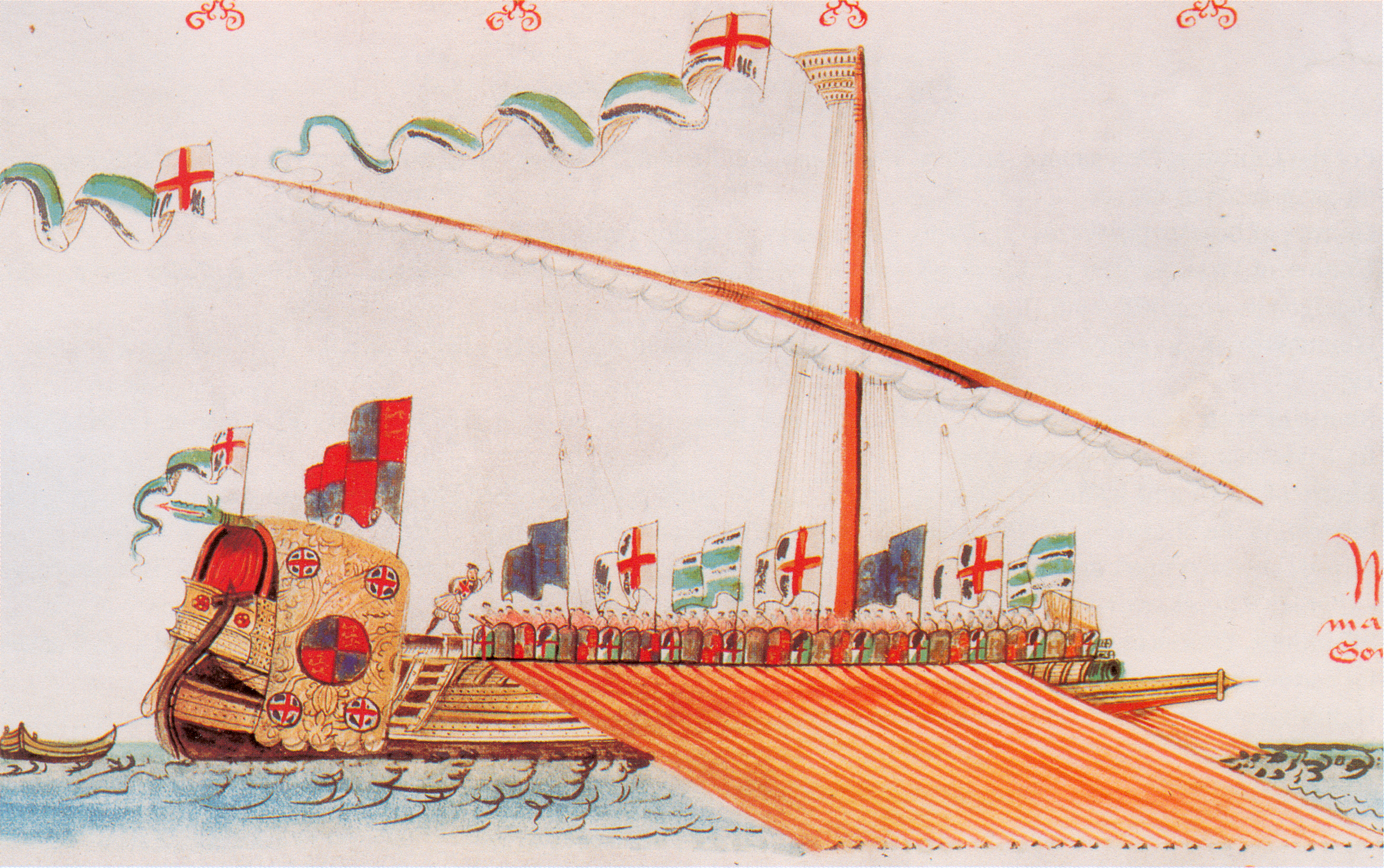
La Galera Subtle, una galera de tipo mediterráneo que formó la pieza central de los tres rollos combinados y es la ilustración que muestra la más alta calidad artística.

Anthony Anthony no era un artista entrenado y profesional. Las ilustraciones se describen como «llamativas y audazmente ejecutadas, pero [...] tienen pocas pretensiones de ser obras de arte». Las vasijas están en su mayoría pintadas de acuerdo a una fórmula estándar, con repeticiones distintas incluso en las representaciones más elaboradas. El estilo de Anthony se caracteriza por «una ingenua habilidad en el dibujo y la conformidad con un patrón [...] consistente con las habilidades de un funcionario del gobierno con una decente comprensión amateur de la forma y el color».
Los rollos eran todos de aproximadamente la misma longitud, alrededor de 4,6 m y lo más probable es que se hubieran presentado uno al lado del otro para su exhibición en una mesa o colgados en una pared. El punto focal de toda la composición está en el segundo rollo del medio donde se encuentra la excepcionalmente bien ejecutada pintura de la Galera Subtle. Que este barco estaba destinado a ser la ilustración central se hace evidente por la presencia de la pinaza Mary James en el primer rollo, que por lo demás está reservado para los barcos (de vela). Esto parece haber sido colocado originalmente al principio del tercer rollo, entre las otras pinazas y barcazas de remos, pero fue movido para lograr longitudes más iguales. En su búsqueda de estar a la altura de la imagen de un príncipe del renacimiento Enrique es conocido por ser particularmente aficionado a las galeras, algo que habría sido tomado en cuenta por Anthony.
Las letras, las líneas del marco y los adornos florales están pintados en rojo o negro, a excepción de los tres primeros barcos del primer rollo, que también tienen oro. La mayoría de las ilustraciones se dibujaron primero con contornos en forma de pluma y luego se pintaron encima en los lavados. Las maderas de los barcos son de un marrón claro que se sombrean en la proa y en la popa para conseguir profundidad, las decoraciones y las anclas se resaltan con rojo, y el verde se utiliza para los cañones. Los contornos están en negro y el mar en tonos que varían desde el «verde grisáceo» hasta un «azul más rico».

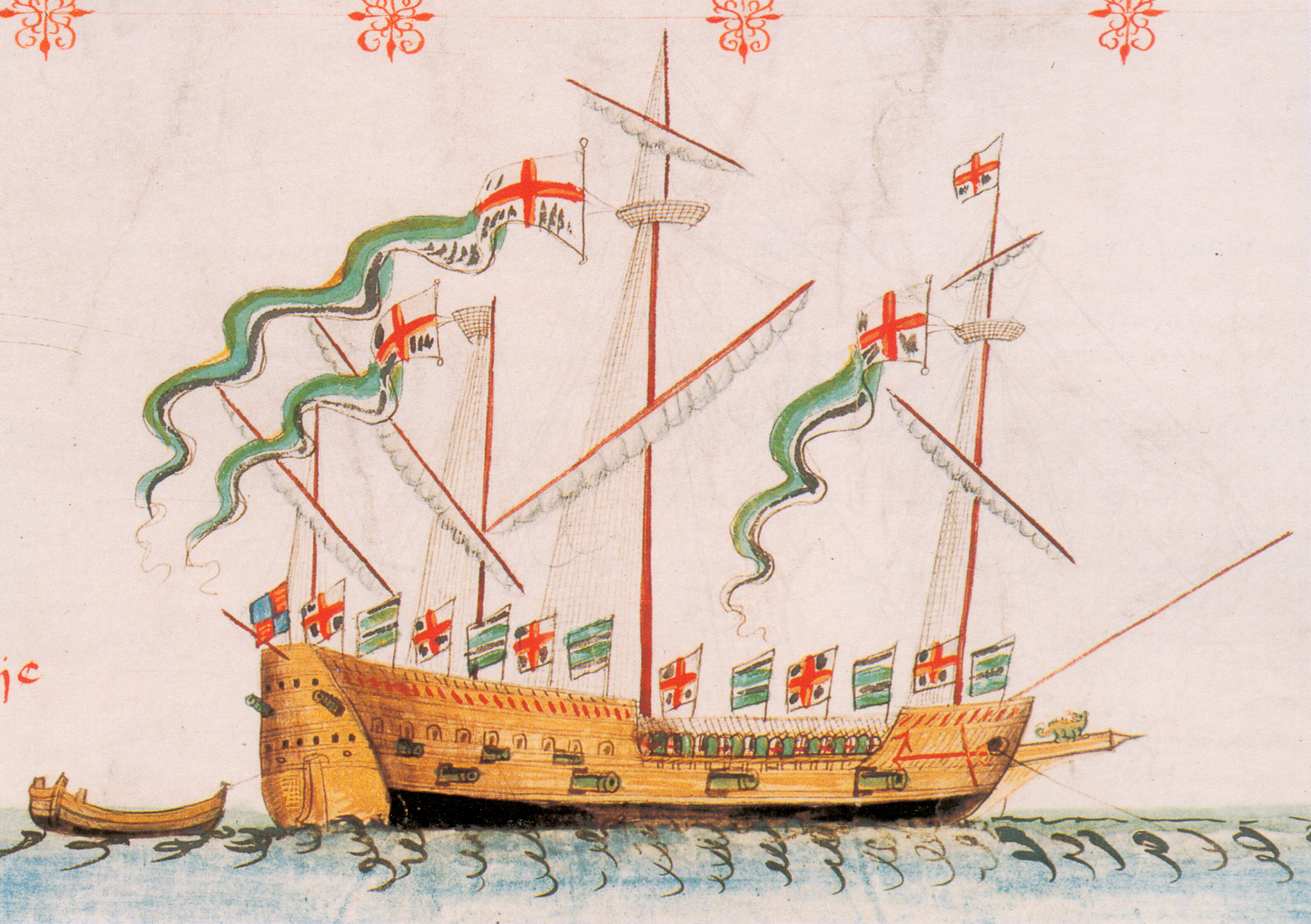
La Salamander, una galera capturada de los escoceses y una de las tres únicas naves en el Anthony Roll que tiene un mascarón de proa identificable.

Los dos primeros rollos se hicieron con más o menos la misma cantidad de detalles, mientras que las barcazas de menor tamaño —esencialmente galeras pequeñas— se hicieron más rápidamente. Los dos primeros barcos de la primera tirada, el Henry Grace à Dieu y el Mary Rose, tienen trazas de un patrón de cuadrícula, indicando que fueron transferidos de un dibujo diferente mientras que el resto se hacen a mano alzada. En general, los barcos siguen una fórmula dependiendo del tipo de barco. Las excepciones son algunos barcos galeras y los mascarones de proa del Mary Rose, el Salamander y el Unicorn, estos últimos capturados a los escoceses en 1544. La excepción prominente es la Galera Subtle colocada en el medio del segundo rollo. Es más consistente en su tipo con las galeras de tipo mediterráneo que las galeras y pequeñas barcazas de remos, y presenta una considerable cantidad de detalles que no están presentes en los otros barcos. Es el único barco en el que se puede ver a la tripulación, en este caso remeros detrás de paveses como protección contra las flechas enemigas y un supervisor que lleva «un sombrero, una armadura de jubón y pantalones holgados» sujetando un palo o un bastón, como si se marcara el tiempo de los golpes de los remeros.

## Uso como fuente histórica
Como registro histórico, el Anthony Roll ses en muchos sentidos único. Es la única lista conocida completamente ilustrada de una marina real del período Tudor, aunque las imágenes no deben verse como representaciones exactas extraídas de la vida real. Por ejemplo, las listas de cañones de los barcos individuales, que se consideran un registro exacto elaborado por un alto funcionario del Estado, únicamente coinciden aproximadamente con las pinturas. El aparejo es aproximadamente exacto, y ha sido descrito por Margaret Rule, directora del proyecto arqueológico de las excavaciones del Mary Rose, como «un confuso ensamblaje de obenques, flechaste y estay». Hay muchos detalles presentes, pero faltan otros, como las motas de cadena —las plataformas horizontales que se extienden desde los lados— a las que se unen los obenques —las cuerdas paralelas que estabilizaban los mástiles— se fijaron para mantenerlos alejados del casco.

### Comparaciones con laMary Rose

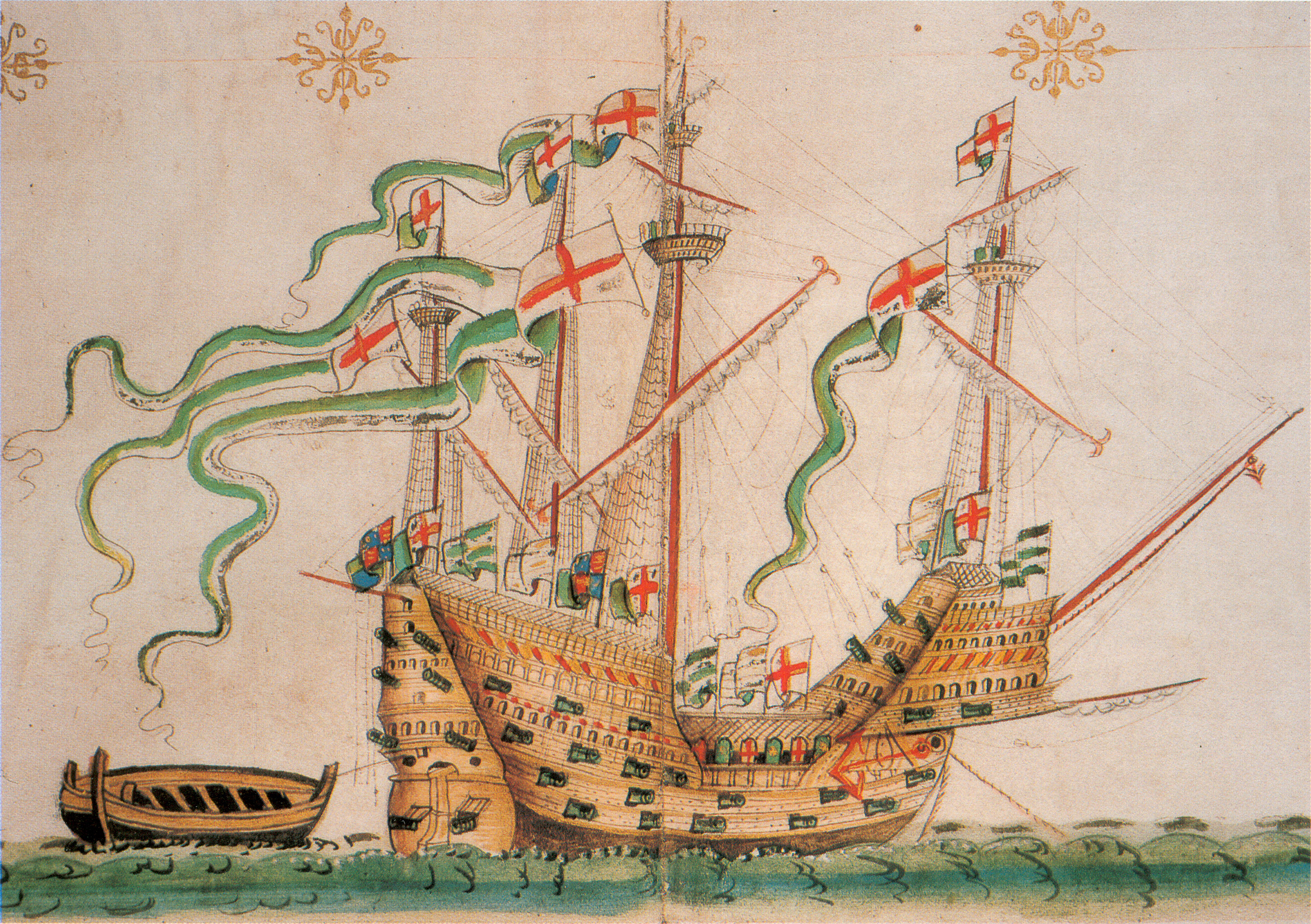
Peter Promengrate hermana de la Mary Rose.

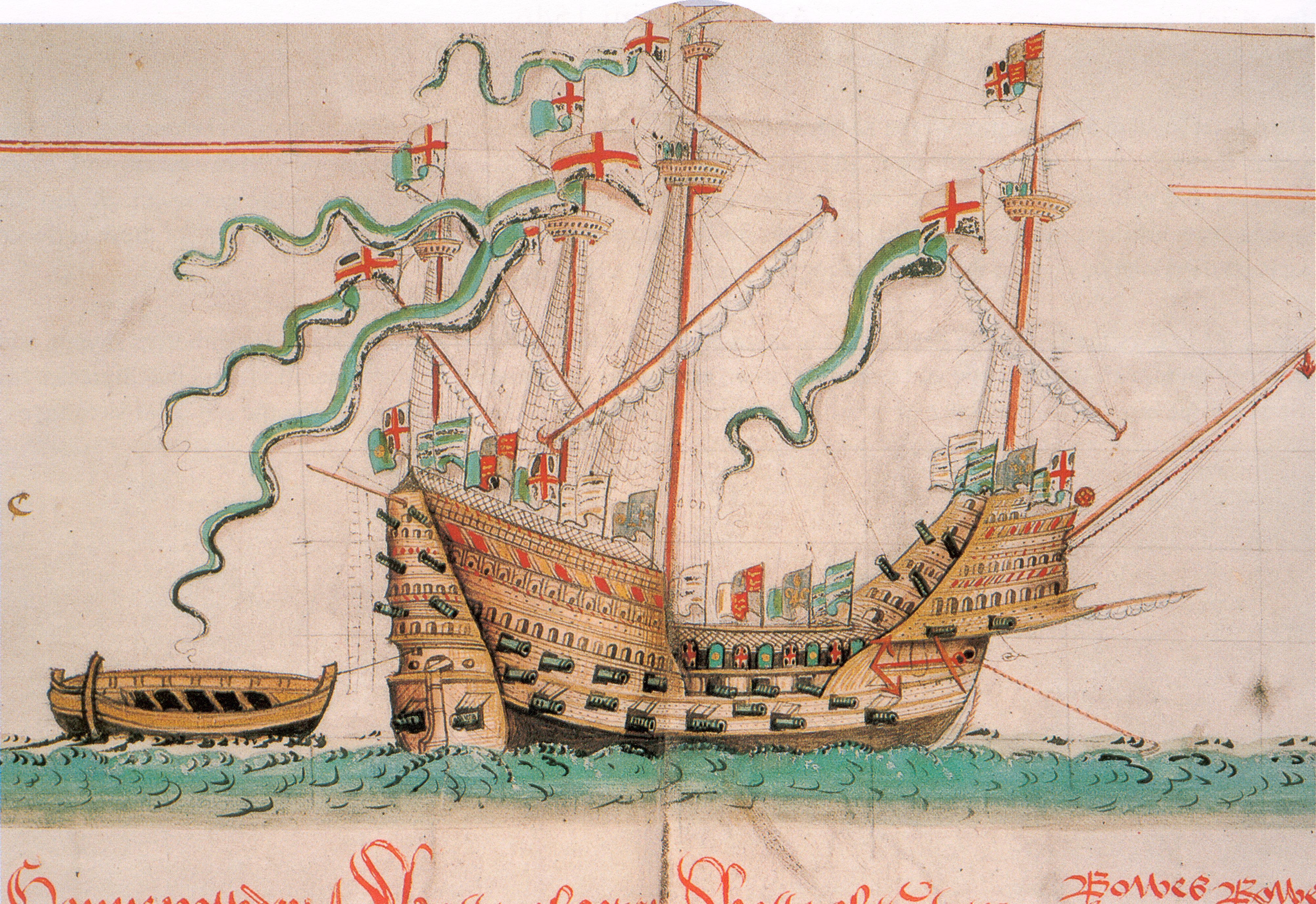
La ilustración del Mary Rose, que se ha comparado con los restos del naufragio del barco real para determinar la exactitud histórica de las representaciones del barco de Anthony Anthony

Las comparaciones con los hallazgos del propio Mary Rose salvado, han proporcionado la oportunidad de comparar la exactitud de los registros proporcionados en el Rollo. La imagen del barco ha proporcionado pistas sobre las características estructurales básicas, como el número de mástiles y velas. Cuando se compara con un inventario del barco de 1514, hay una estrecha coincidencia, lo que demuestra que la ilustración es en gran medida exacta. Sin embargo, el examen de los detalles de la construcción revela que Anthony se permitió alguna licencia artística. El armamento del barco pintado parece claramente exagerado. Los pesados cañones colocados en la popa apuntando hacia atrás, montados a través de las portillas de los cañones en la cubierta de sollado, justo a la altura de la línea de flotación, no habrían sido factibles debido a la falta de una cubierta sollado y al ángulo escarpado del barco en esta zona. El número de portas de cañón en el costado es inexacto ya que implica dos filas ligeramente escalonadas de nueve puertos mientras que el lado de estribor del Mary Rose que sobrevive únicamente tiene una fila de portas de cañón en la cubierta principal con siete puertos. La precisión del castillo de proa ha sido más difícil de determinar ya que no queda nada de él; se han sugerido interpretaciones contradictorias sobre su aspecto.
Los cañones en la parte trasera del castillo de popa han desafiado toda explicación, pero una teoría es que se incluyeron para compensar los cañones que estaban colocados en el castillo de popa, apuntando hacia adelante, pero que se habrían oscurecido debido al ángulo desde el que se representaba el barco. La lista de municiones, armas de fuego pequeñas, arcos largos, flechas, picas y billetes coincide con la evidencia arqueológica. Como la fuente más cercana en el tiempo al hundimiento del Mary Rose, ha sido de importancia central para el proyecto arqueológico, especialmente en la estimación del tamaño de la tripulación.

### Banderas y ornamentación

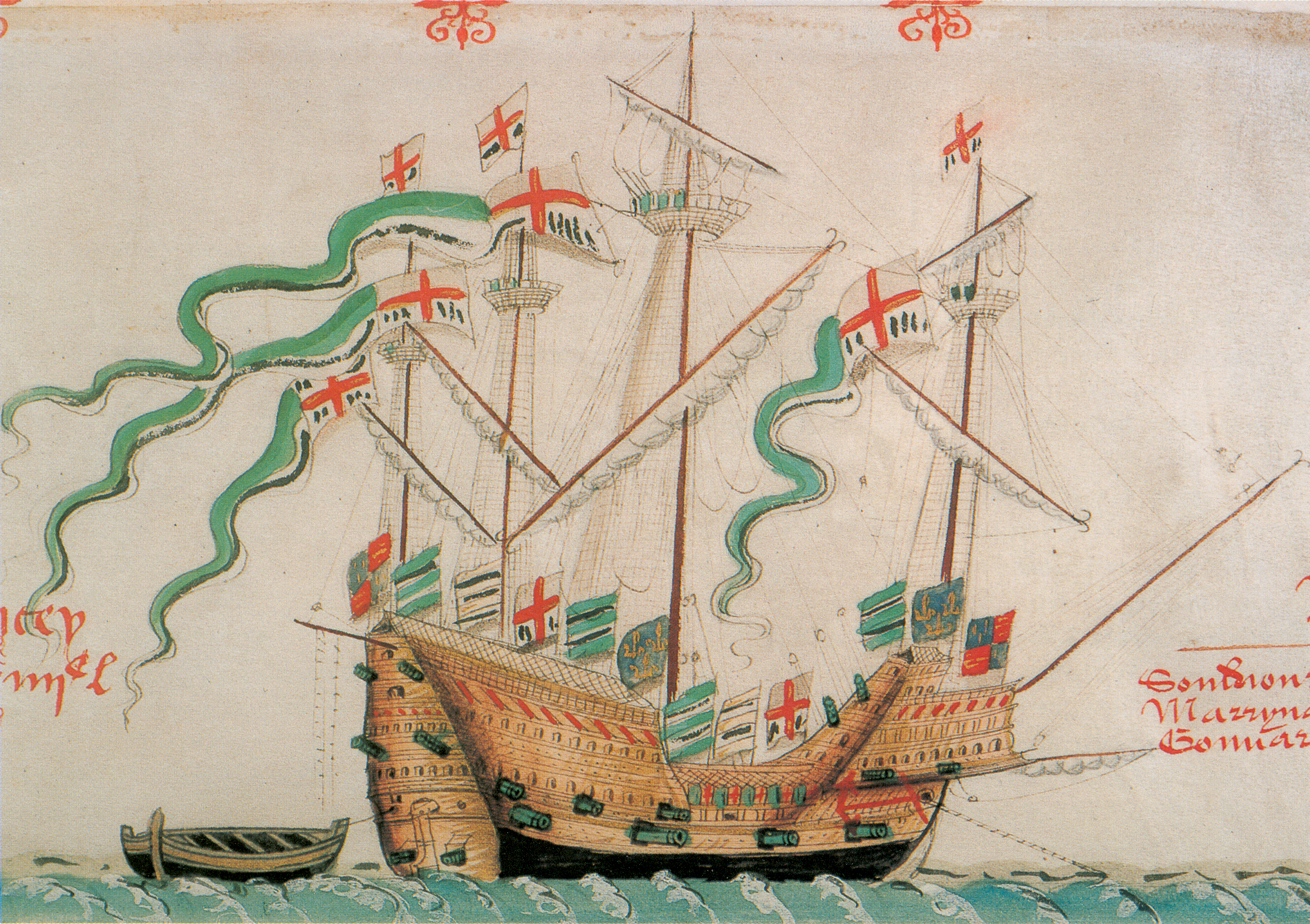
El carrack Pansy con varios tipos de banderas heráldicas a lo largo de sus barandillas.

El rollo Anthony proporciona información detallada sobre las banderas utilizadas en los barcos. Según el vexilólogo Timothy Wilson, las banderas representadas volando desde los barcos son «la fuente más elaborada que tenemos de las banderas que volaban en los barcos del rey Enrique VIII, siendo más ricas en detalles visuales que todas las demás fuentes juntas».. Entre las más llamativas de las ilustraciones están las serpentinas ceremoniales alargadas, que se muestran volando desde todos los barcos en números variables. Éstas presentan una cruz roja de San Jorge en suelo blanco en el izado, cerca del asta de la bandera, y una cola muy larga rayada en verde y blanco. Todas ellas tienen pintura dorada en el rojo y el verde, y pintura plateada —ahora oxidada a negro— en el blanco. Este artefacto artístico se usaba para simular el aleteo de las banderas o para mostrar el hilo metálico y la pintura que a veces se usaba para decorarlas.
A lo largo de las barandillas de todos los barcos, sobre todo en los grandes carruajes y la Galera Subtle, hay filas de estandartes que muestran varios diseños heráldicos, incluyendo las armas reales inglesas, una o tres flores de lis de las armas francesas, las cruces de San Jorge y el monograma de Enrique VIII ("HR") en oro sobre azul, lo que parece ser la rosa Tudor, y el verde y blanco de la Casa de Tudor. Las representaciones de las banderas y estandartes de los barcos se consideran, en un sentido heráldico y militar, más o menos exactas pero no del todo coherentes. Una especie de sistema de mando entre los diversos buques es evidente en la forma en que las banderas se exhiben en los mástiles, pero no parece que se haya llevado a cabo de forma sistemática. Algunos de los diseños heráldicos han sido descritos como «improbables» por el heraldo del siglo XX George Bellew, pero han sido considerados al menos como «plausibles» por Wilson.